# Kızılcaören, Banaz
Kızılcaören là một xã thuộc huyện Banaz, tỉnh Uşak, Thổ Nhĩ Kỳ. Dân số thời điểm năm 2010 là 149 người.